# United States Cyber Command

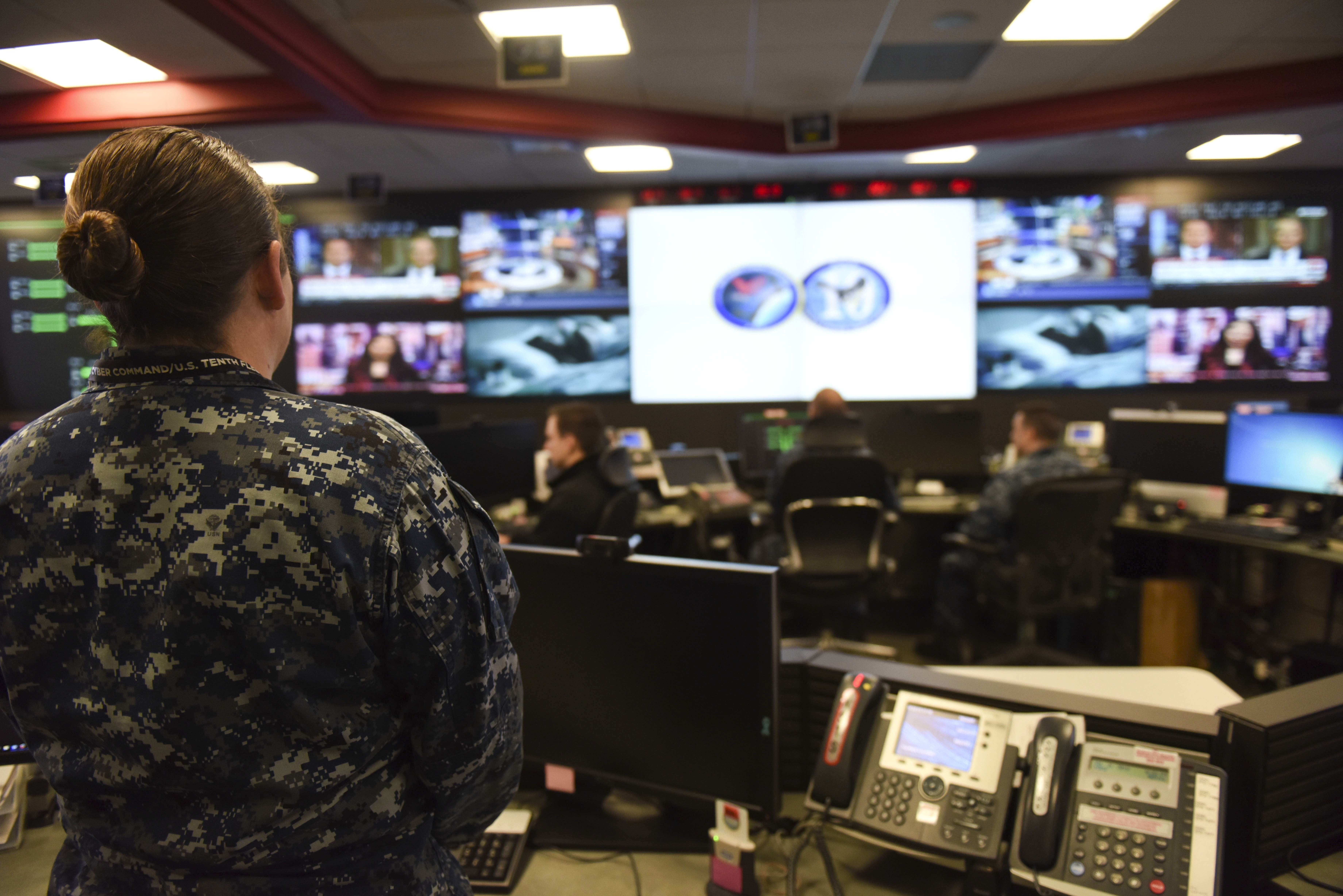
Operationszentrale der 10. US-Flotte des Fleet Cyber Command

Das United States Cyber Command oder auch USCYBERCOM ist eine US-amerikanische, militärische Behörde und eines der elf Unified Combatant Command. Das US Cyber Command ist mit der elektronischen Kriegsführung, dem Cyberwar und der Internetsicherheit des US-Militärs betraut. Seit 29. Januar 2010 ist dem Kommando 10. US-Flotte (Fleet Cyber Command) in Fort Meade unterstellt, die bis zum Ende des Zweiten Weltkrieges aktiv und im Juni 1945 aufgelöst worden war.

## Geschichte und Kontext

### Chronologie
Die Behörde wurde im Mai 2010 als Funktionalkommando des United States Strategic Command (STRATCOM) aktiviert und nahm im Oktober 2010 ihren Dienst vollständig auf. Sie wird etatmäßig vom Direktor der National Security Agency geführt.
Bis in das erste Jahrzehnt des 21. Jahrhunderts hinein nahm die Kriegsführung im Internet sowohl hinsichtlich des doktrinalen Stellenwertes als auch hinsichtlich der Laufbahnorientierung eine Nischenrolle innerhalb der US-Streitkräfte ein.
Aus gesetzlichen Bestimmungen und traditionellen sicherheitspolitischen Dynamiken heraus ist die Sicherheitspolitik der Vereinigten Staaten einem regelmäßigen Rückblick unterworfen. Hierzu zählt die im Vierjahrestakt abgehaltene Quadrennial Defense Review (QDR), in der sich das Verteidigungsministerium der Vereinigten Staaten einer verteidigungspolitischen Bilanzierung unterwirft. Die im Jahr 2006 veröffentlichte QDR legte eine anhaltende Unfähigkeit des Verteidigungsministeriums offen, seine seit Jahrzehnten vorgehaltenen Ressourcen effektiv und effizient einzusetzen. Die QDR 2006 erhob die Cyberabwehr daher zu einer sicherheitspolitischen Priorität und empfahl dem Verteidigungsministerium eine konzeptionelle, organisatorische und finanzielle Bündelung und Straffung seiner Ressourcen. Der Forderung nach einer verbesserten Konzeption kam das Verteidigungsministerium mit der Veröffentlichung der zunächst geheim gehaltenen National Military Strategy for Cyberspace Operations nach, die den Cyberspace erstmals für die Gesamtheit der Streitkräfte definierte. Die Definition des Ministeriums widersprach der Definition der US Air Force, die im bis dahin dezentralen Aufbau von Kapazitäten zur Cyberabwehr eine relative Führungsrolle übernommen hatte, erheblich.
Am 18. August 2017 ordnete US-Präsident Donald Trump an, das Cyber Command aus dem STRATCOM auszugliedern und in Zukunft gleichberechtigt als weiteres Unified Combatant Command aufzustellen. Dieser Prozess wird seitdem durch das US-Verteidigungsministerium geleitet. Dieser Prozess wurde am 4. Mai 2018 abgeschlossen.

### Sicherheitspolitischer Kontext
Für die Sicherheitspolitik der Vereinigten Staaten hat die Bedeutung der Cybersicherheit seit dem Ende des Kalten Krieges fundamental an Bedeutung gewonnen. Dabei stechen zwei Tendenzen besonders hervor. Diese umfassen die zunehmende Abhängigkeit der Vereinigten Staaten, insbesondere diejenige ihrer Streitkräfte, von Telekommunikationsnetzen einerseits und eine stetige quantitative und qualitative Zunahme der Angriffe auf sicherheitspolitisch bedeutende Elemente ihrer vernetzten Infrastruktur andererseits.
Die Streitkräfte der Vereinigten Staaten weisen einen sehr hohen Vernetzungsgrad auf, der fast alle Aspekte ihrer Operationsführung betrifft. Hierzu gehören die Führung, Versorgung und Beaufsichtigung der Streitkräfte in einem globalen Rahmen und eine faktisch in Echtzeit stattfindende Aufklärung. Diese Aufgaben leistet mit Stand vom Herbst 2010 eine aus knapp sieben Millionen vernetzten Geräten bestehende Infrastruktur, die sich in zirka 15.000 Netzwerke gliedert und von ungefähr 90.000 Personen betreut wird. (Siehe auch Network-Centric Warfare)

## Auftrag
Die Internetpräsenz des Cyber Command stellt den Auftrag der Institution folgendermaßen dar:

„USCYBERCOM plans, coordinates, integrates, synchronizes and conducts activities to: direct the operations and defense of specified Department of Defense information networks and; prepare to, and when directed, conduct full spectrum military cyberspace operations in order to enable actions in all domains, ensure US/Allied freedom of action in cyberspace and deny the same to our adversaries.“

Das Auftragsspektrum des USCYBERCOM umfasst im Wesentlichen drei Ziele, die der Durchsetzung sowohl sicherheitspolitischer wie auch verteidigungspolitischer Interessen dient. Erstens gewährleistet das Kommando den alltäglichen Schutz der US-amerikanischen Verteidigungsinfrastruktur und berät Verbände der Streitkräfte bei der Umsetzung ihrer eigenen Aufgaben, beispielsweise in der elektronischen Terrorismusbekämpfung. Zweitens beaufsichtigt das Cyber Command alle dem Militär im Cyberkrieg zur Verfügung stehenden Ressourcen, um diese bei Bedarf planvoll zuzuteilen. Drittens berät das Kommando zivile Regierungsbehörden, vor allem das Ministerium für Innere Sicherheit der Vereinigten Staaten, sowie Institutionen verbündeter Staaten.
Art und Umfang der Aufgaben, die sich aus diesem dreigegliederten Auftrag ableiten, unterliegen der Geheimhaltung.
Mark Young bemängelte im Jahr 2010, dass das Cyber Command den doktrinalen Rahmen seiner Möglichkeiten nicht hinreichend ausschöpfe.
Kurz vor den Präsidentschaftswahlen 2020 reagierte das Cybercom mit einem Gegenschlag auf Manipulationsversuche iranischer Hacker.

## Gliederung
Zur Verankerung operativer Kompetenzen in den vier regulären Teilstreitkräften des US-Militärs, die die Cyberkriegsführung betreffen, gliedert sich das Cyber Command, anderen Kommandogliederung ähnlich, in vier dementsprechende Unterkommandos:

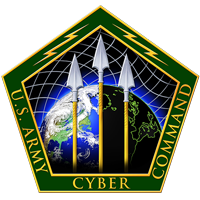
Army Cyber Command
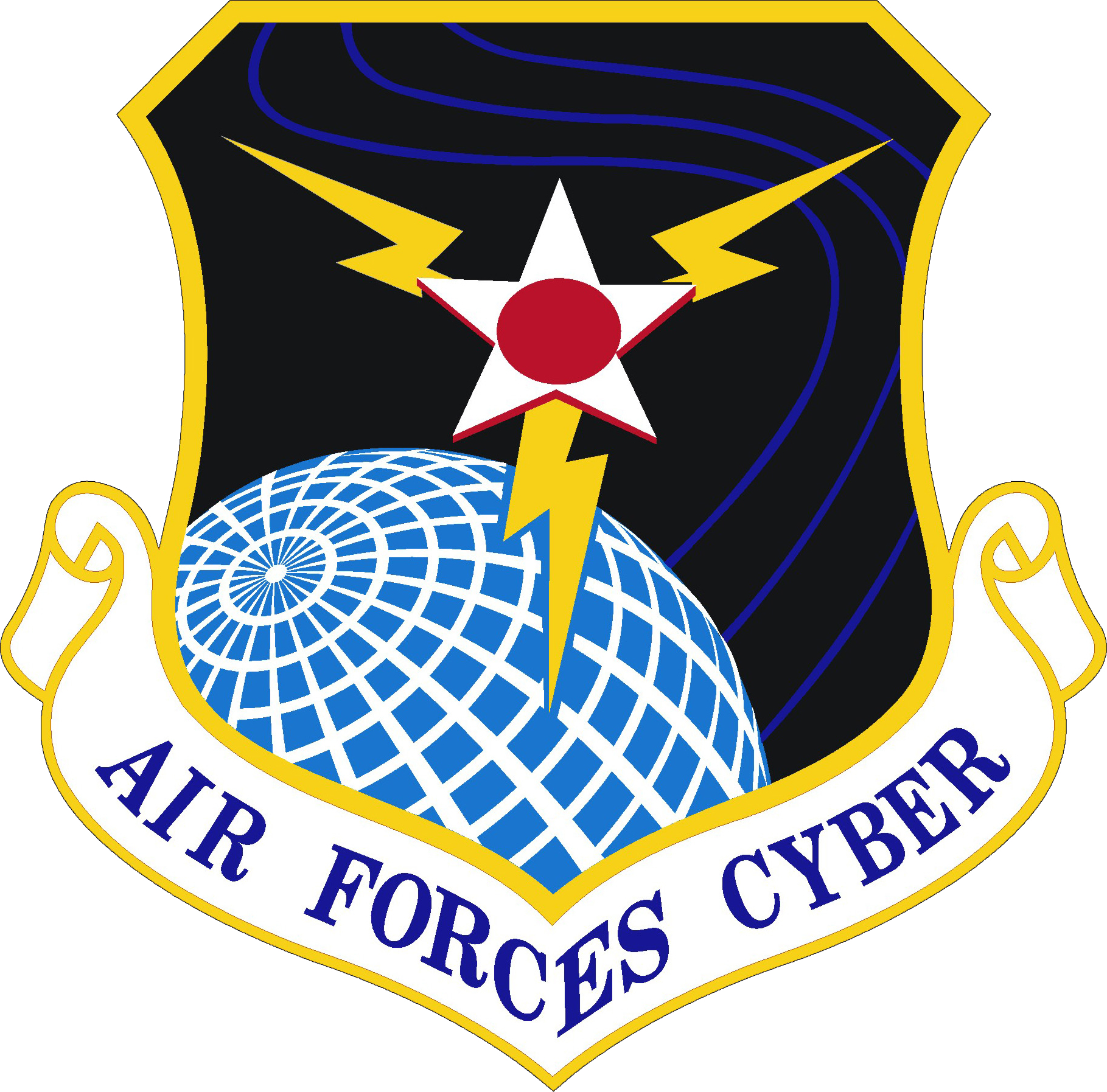
Air Forces Cyber
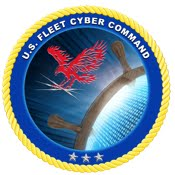
Fleet Cyber Command
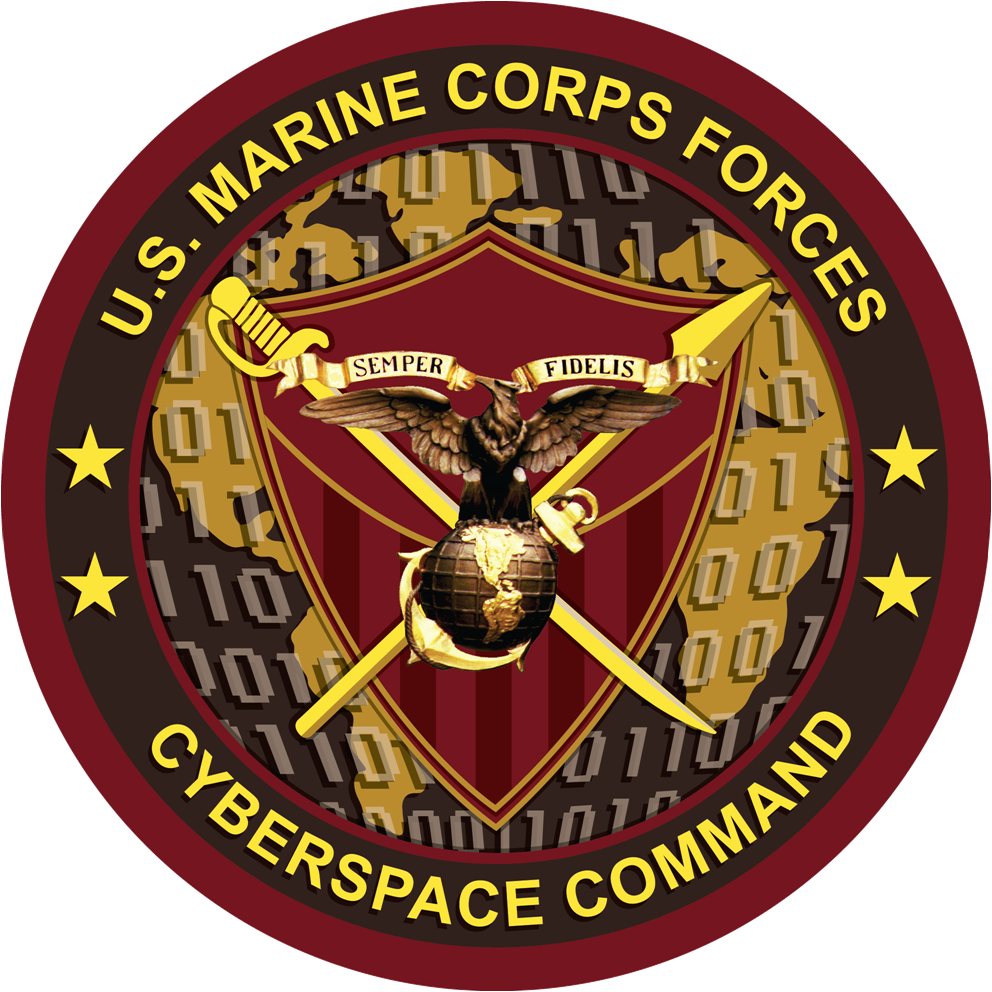
Marine Corps Forces Cyberspace Command

### Army Forces Cyber Command
Das Heer (USA) ist durch die Army Forces Cyber Command (ARCYBER) mit der Second Army beteiligt. Unter ihr sind folgende Einheiten für den Cyberkampf gebunden:
- Army Network Enterprise Technology Command, sowie 9th Army Signal Command
  - Cyber Protection Brigade
- United States Army Intelligence and Security Command
- 1st Information Operations Command
- 780th Military Intelligence Brigade

### Fleet Cyber Command
Die Marine (USN) ist durch die Fleet Cyber Command/Tenth Fleet (10. US-Flotte) vertreten. Sie beinhaltet folgende Einheiten für die elektronische Kriegsführung: 
- Naval Network Warfare Command
- Navy Cyber Defense Operations Command
- Naval Information Operation Commands
- Combined Task Forces

### Air Forces Cyber Command
Die Luftwaffe (USAF) ist durch die Air Forces Cyber Command (AFCYBER) mit der Twenty Fourth Air Force (24. US-Luftflotte) vertreten. Folgende Einheiten sind auf die elektronische Kampfführung spezialisiert:
- 67th Cyberspace Wing
- 688th Cyberspace Wing
- 624th Operations Center

### Marine Corps Forces Cyberspace Command
Die Marineinfanterie (USMC) wird durch das Marine Corps Forces Cyberspace Command vertreten.

## Führung

### Kommandeure
| Nr.     | Name                         | Bild | Beginn der Berufung | Ende der Berufung |
| ------- | ---------------------------- | ---- | ------------------- | ----------------- |
| 4       | Gen Timothy D. Haugh (USAF)  |      | 2. Februar 2024     |                   |
| 3       | Gen Paul M. Nakasone (USA)   |      | 5. Mai 2018         | 2. Februar 2024   |
| 2       | Adm Michael S. Rogers (USN)  |      | 2. April 2014       | 4. Mai 2018       |
| Interim | LtGen Jon M. Davis (USMC)    |      | 29. März 2014       | 2. April 2014     |
| 1       | Gen Keith B. Alexander (USA) |      | 21. Mai 2010        | 28. März 2014     |

## Wappen
Bei den 32 alphanumerischen Zeichen im Emblem "9ec4c12949a4f31474f299058ce2b22a" handelt es sich um den MD5 Hash-Wert, der sich aus dem obigen Text des Missionszieles ergibt.